# Richard Bishop
Richard Bishop är en brittisk musiker och manager som på 1980-talet hjälpte unga rockband som Hanoi Rocks, The Soft Boys, Urban Dogs och Fallen Angels. Han flyttade till Los Angeles för att fortsätta sitt arbete. 1984 grundade gitarristen sitt eget band Sun City Girls och har också gett ut några soloskivor under namnen Sir Richard Bishop.